# خافي خان
محمد هاشم (حوالي 1664–1732، المعروف بلقبه خافي خان)، كان مؤرخًا هنديًا فارسيًا من الهند المغولية. بدأت حياته المهنية في الفترة ما بين عامي 1693 و1694 ككاتب في بومباي. خدم بشكل رئيس في ولاية جوجارات ومنطقة الدكن، بما في ذلك العقد الأخير من حكم السلطان المغولي أورنجزيب. ألَّف كتابًا مثيرًا للجدل و"خيالي بشكل واضح" هو منتخب اللباب، وهو كتاب باللغة الفارسية عن تاريخ الهند خلال العصر المغولي، اكتمل في عام 1731.  لقد كان مصدرًا مدروسًا ومثيرًا للجدل للمعلومات حول تاريخ المغول، وخاصةً شاه جهان وأورنجزيب.

## السيرة
أطلق الإمبراطور محمد شاه على محمد هاشم لقب خافي خان (أو خوافي خان)، لأن أسلافه جاءوا من خواف في إيران الحالية. التاريخ الدقيق ومكان ميلاده غير معروف، ولكن من المرجح أنه ولد في الهند. يذكر منتخب اللباب أنه أكمل 52 سنة منذ أن بلغ "سن التمييز" عندما مضى 74 سنة على وفاة وزير شاه جهان سعد الله (سنة 1066 هـ). بافتراض أن "سن التقدير" المعاصر هو 14 عامًا، فهذا يعني أن خافي خان وُلد حوالي عام 1664.
كان والد خافي خان، خواجة مير، مؤرخًا أيضًا، وشغل منصبًا رفيعًا في عهد الأمير المغولي مراد. من المرجح أن خافي خان بدأ حياته المهنية كتاجر أو كاتب رسمي، وزار بومباي في عامي 1693 و1694، حيث أجرى مقابلة مع مسؤول إنجليزي. أصيب خواجة مير بجروح بالغة في معركة ساموغار. وفي وقت لاحق، خدم خواجة مير شقيق مراد أورنجزيب، كما تولى ابنه خافي خان أيضًا العديد من المهام المدنية والعسكرية خلال عهد أورنجزيب (1658-1707).
خدم خافي خان خلفاء أورنجزيب، بما في ذلك فترات الحكم القصيرة لبهادور شاه ، وفروخسير، ومحمد شاه. عاش في الدكن وغوجارات، وقضى وقتًا طويلًا في سورات. كما عاش في أحمد آباد، وراهوري [الإنجليزية]، وشامبانير [الإنجليزية] (التي كان حاكمها في عهد بهادور شاه). وقد مُنح لقب هاشم علي خان، ثم شرفه محمد شاه بلقب خفافي خان نظام الملكى.
يشير لقب خافي خان "نظام الملك" إلى أنه خلال سنواته الأخيرة، خدم نظام الملك، آصف جاه الأول، وهو نبيل مغولي أسس دولة حيدر أباد. كان صديقًا مقربًا لشاه نواز [الإنجليزية]، أحد رجال حاشية آصف جاه الأول ومؤلف كتاب معاصر الأمراء [الإنجليزية].

## الإرث
في تطبيق أحكام الإسلام

ونشر إيمان النبي محمد

تنفيذ الأوامر والنواهي الإلهية،

لقد اتخذ مثل هذا الإجراء القوي الذي

سمعة سمعته الطيبة ودعمه

لقد فرك الإيمان قبول النصيحة

آذان حكام الأقاليم السبعة.

### الترجمات
تمت ترجمة كتاب خافي خان منتخب اللوباب إلى الإنجليزية بواسطة سيد معين الحق، مثل تاريخ خافي خان في عالمجير (كراتشي). وهو متاح ككتاب منفصل، وكذلك مقالات في مجلدات مختلفة من مجلة الجمعية التاريخية الباكستانية.
كما نشر إليوت وداوسون أيضًا ترجمة إنجليزية لكتاب منتخب اللباب في القرن التاسع عشر. قام جادوناث ساركار بمقارنة نسختي خافي خان وساقي مستيد خان في منشوراته المكونة من خمسة مجلدات عن الفترة المغولية وتاريخ أورنجزيب [الإنجليزية].

### الاستخدام
لقد كان نص خافي خان أحد المصادر المفضلة للمعلومات التاريخية عن أورنجزيب. وقد استخدم علماء مثل م. أثار علي [الإنجليزية] ترجمة سركار. في كتابها أورنجزيب: حياة وإرث الملك الأكثر إثارة للجدل في الهند، استخدمت أودري تروشكي [الإنجليزية] ترجمة الحق كأحد مصادرها. وهي تصف خافي خان بأنه مؤرخ "مُشيد" بأورنجزيب. وفقًا لتروشكي، فإن خافي خان هو أحد "المؤرخين الرئيسين المزعومين" لأورنجزيب إلى جانب ساقي مستيد خان، الذي كتب كتاب معاصر علمغيري. ومع ذلك، فإن موثوقية كل منهما موضع شك لأن نسخة خافي خان عام 1731 ونسخة ساقي خان عام 1711 كتبتا بعد سنوات من وفاة أورنجزيب في عام 1707. تعني هذه الفجوة الزمنية أنهم "اعتمدوا بشكل كبير على الذاكرة والشائعات لإعادة بناء الأحداث" ولا بد أن هذا "سمح للأخطاء غير المقصودة بالتسلل إلى سجلاتهم"، كما يقول تروشكي.

## قراءة إضافية
- Khan، Gulfishan (2021). "Khvāfī Khān". في Fleet، Kate؛ Krämer، Gudrun؛ Matringe، Denis؛ Nawas، John؛ Rowson، Everett (المحررون). Encyclopaedia of Islam, THREE. Brill Online. ISSN:1873-9830. {{استشهاد بموسوعة}}: الوسيط |ref=harv غير صالح (مساعدة)